# Tamar Schlick
Tamar Schlick () é uma matemática estadunidense, professora de química, matemática e ciência da computação na Universidade de Nova Iorque (NYU). Sua pesquisa envolve o desenvolvimento e aplicação de ferramentas para modelagem e simulação de biomoléculas.

## Formação e carreira
Schlick fez seus estudos de graduação na Wayne State University, graduando-se em 1982 com bacharelado em matemática. Continuou seus estudos de pós-graduação no Instituto Courant de Ciências Matemáticas da NYU, completando um Ph.D. em matemática aplicada em 1987, orientada por Charles Peskin.
Após estudos de pós-doutorado na NYU e no Instituto Weizmann de Ciência, retornou como membro do corpo docente da NYU em 1989.

## Reconhecimento
É fellow da Associação Americana para o Avanço da Ciência (2004), American Physical Society (2005), Biophysical Society (2012) e Society for Industrial and Applied Mathematics (2012).